# أرتولجيا

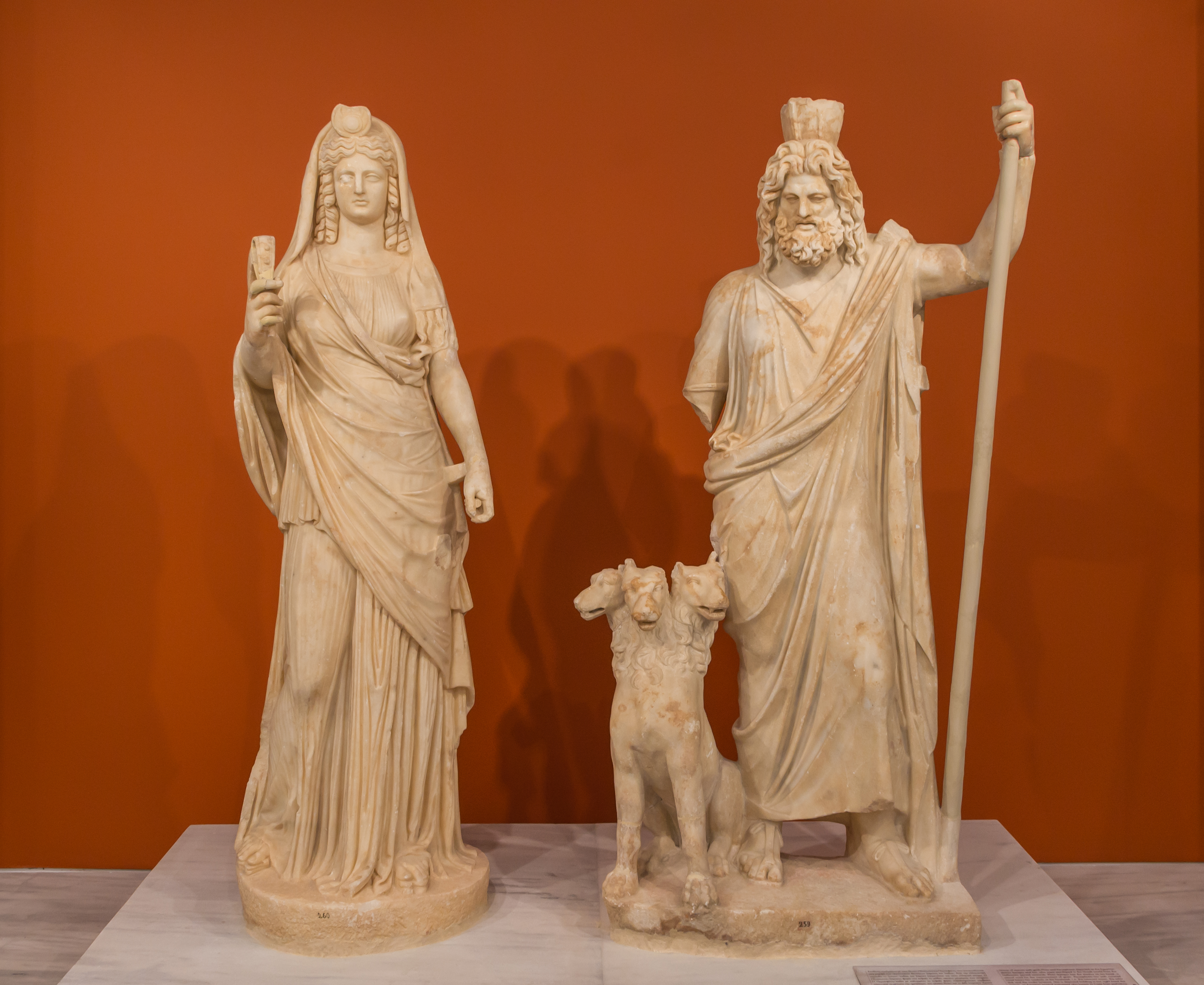
إيزيس

الأرتولُجيا أو الأرتولوجيا (بالإنجليزية: Aretalogy)‏، (باليونانية: Αρεταλογία)‏ أي «السيرة الفاضلة» هو شكل من أشكال السيرة الذاتية (الترجمة) المقدسة/الدينية حيث تُذكر سمات إلهٍ على لسان مُحدِّثٍ شعرًا أو نثرًا. وهو نوع قديم من أدب كتابة السيرة الذاتية (المقدسة أو الفاضلة)..، وهو سرد رسمي لسيرة المعلم أو الإله أو البطل أو النبي المُعجِبة التي اِستُخدمت كأساس للتعليم الأخلاقي. غالبًا ما شمل ذلك المعجزة، عند ولادة الشخص المعني أو موته أو أثناء حياته، وشمل تلاميذ ومعارضين، مما أدى في كثير من الأحيان إلى العداء وحتى الشهادة. وهذه القصة أو السيرة ستكتب بواسطة تلاميذ أو مدرسين آخرين لتعزيز مذاهبهم. إنَّ المصطلح المكافئ في السنسكريتية لمصطلح أرتولوجيا هو «أتماستوتي ātmastuti» والذي يعني «مدح أو تمجيد أو حمد الذات».

## تاريخ المصطلح
هو مصطلح يستخدم للإشارة إلى قصة من الأفعال الفاضلة (أريتا) أو معجزات شخص بارز، سواء كانت إنسانية أم إلهية. وإنَّ كلمة «aretalogy» مشتقة من الكلمة اليونانية «aretē»، والتي تعني الفضيلة، الخير الأعظم، التفوُّق، الشهرة، التَّميُّز. ولكن، في ما بعد، اِندمجَ مفهومها بسهولة، من حيث المعنى، مع مفهوم الكلمة اليونانية «dynamis»، أي القوَّة، القوة المُعْجِزَة. وكانت قد حظيت فضيلة الأُلوهيَّة أو فضيلة وصلاح «الإنسان الإلهي» بعرضٍ وإظهارٍ مؤثر من خلال استجلاء القوَّة أو السلطة المُعجِزَة. وكان الغرض من اِشهار فضائله وأفعاله والاحتفاء بها هو لتقويم وتهذيب القُرَّاءِ ولشغل أذهانهم بشكل ممتع، ولكن في ذات الوقت من أجل أن تنتشر وتتسع شهرة المعني بالأمر. وإنَّ الراوية أو القاص في هذا الشكل الأدبي القديم «الأرتولُجيا» ليس هو ذلك المؤرخ الحازم الذي يجب أن يلتزم بإيراد الحقائق كما هي دون تلاعب، بل هو الشاعر، الذي يُسمح له برواية الأساطير والمُعجزات التي تزاوج بين التعليم/التلقين وأسلوب الترفيه.
كان رايتزنشتاين [الإنجليزية] أوَّل من لفت الانتباه إلى ملاحظة مهمة وردت في مخطوطة بعنوان «طِرْسُ جوفينال البوبيوياني»، والتي نعثر فيها على التعريف القديم والوحيد للأرتُولُجيا، وهو كالتالي: «الاِيروثولوجيون هم، في نظر البعض، (الناس) الذين يحكون الأشياء المُعجِبَة، مثل فضائل الآلهة. ولكن يبدو لي أنَّ أولئك الذين ينشرون تلك الأشياء التي لم تُختلق يجب أن يدعون بالاِيروثولوجيين». ونرى في هذا التعريف تأييدًا إيجابيا صدر من اِيروثولوجي. ولكن وفقًا لتعليق ورد في حاشية المخطوطة جاء فيه ما يلي: «الاِيروتولوجي هو: مُلفِّقٌ، كذَّابٌ، مُحتالٌ».